# تشارلي كادي
تشارلي كادي (بالإنجليزية: Charlie Cady)‏ هو لاعب كرة قاعدة أمريكي، ولد في 22 ديسمبر 1864 في شيكاغو في الولايات المتحدة، وتوفي في 7 يونيو 1909.